# Pseudohermonassa praecipua
Pseudohermonassa praecipua là một loài bướm đêm trong họ Noctuidae.